# Pankrác (zajezdnia tramwajowa)
Pankrác – jedna z ośmiu czynnych praskich zajezdni tramwajowych, eksploatowanych przez przedsiębiorstwo Dopravní podnik hlavního města Prahy. Znajduje się przy placu Hrdinů 13/725 w części miasta Pankrác, w dzielnicy Praga 4.

## Historia
Budowę zajezdni rozpoczęto 21 maja 1926 r., a już rok później, 21 czerwca 1927 r., obiekt oddano do użytku. Początkowo w zajezdni mogło stacjonować 250 wagonów silnikowych. Kompleks zajezdni składał się także z warsztatów, myjni, garaży dla 18 autobusów, budynku administracyjnego, 19 mieszkań i kotłowni. 12 lutego 1945 r. piąty tor postojowy został poważnie uszkodzony podczas bombardowania. Po odbudowie przywrócono go do eksploatacji w 1946 r.
Pod koniec lat 50. XX wieku część zajezdni przeszła remont, dzięki czemu w zajezdni mogły także stacjonować tramwaje typu T. W latach 1973–1974 przebudowano układ torów tramwajowych. W 1992 r. w zajezdni zamontowano nowe wyposażenie myjni. W 2003 r. oddano do użytku halę obsługi dziennej, która jest wyposażona w ekologiczną myjnię, laserowy miernik zużycia obręczy kół i urządzeniami do uzupełniania piasku w piasecznicach tramwajów Škoda 15T. 

## Tabor i obsługiwane linie
Według stanu z 10 lutego 2020 r. w zajezdni stacjonowały: 32 tramwaje Tatra T3R.P i 72 tramwaje Škoda 15T oraz wagony techniczne.